# Cartão de pagamento
1. Logotipo do banco emissor
2. EMV chip
3. Holograma
4. Número do cartão
5. Logotipo da marca do cartão
6. Data de validade
7. Nome do titular do cartão

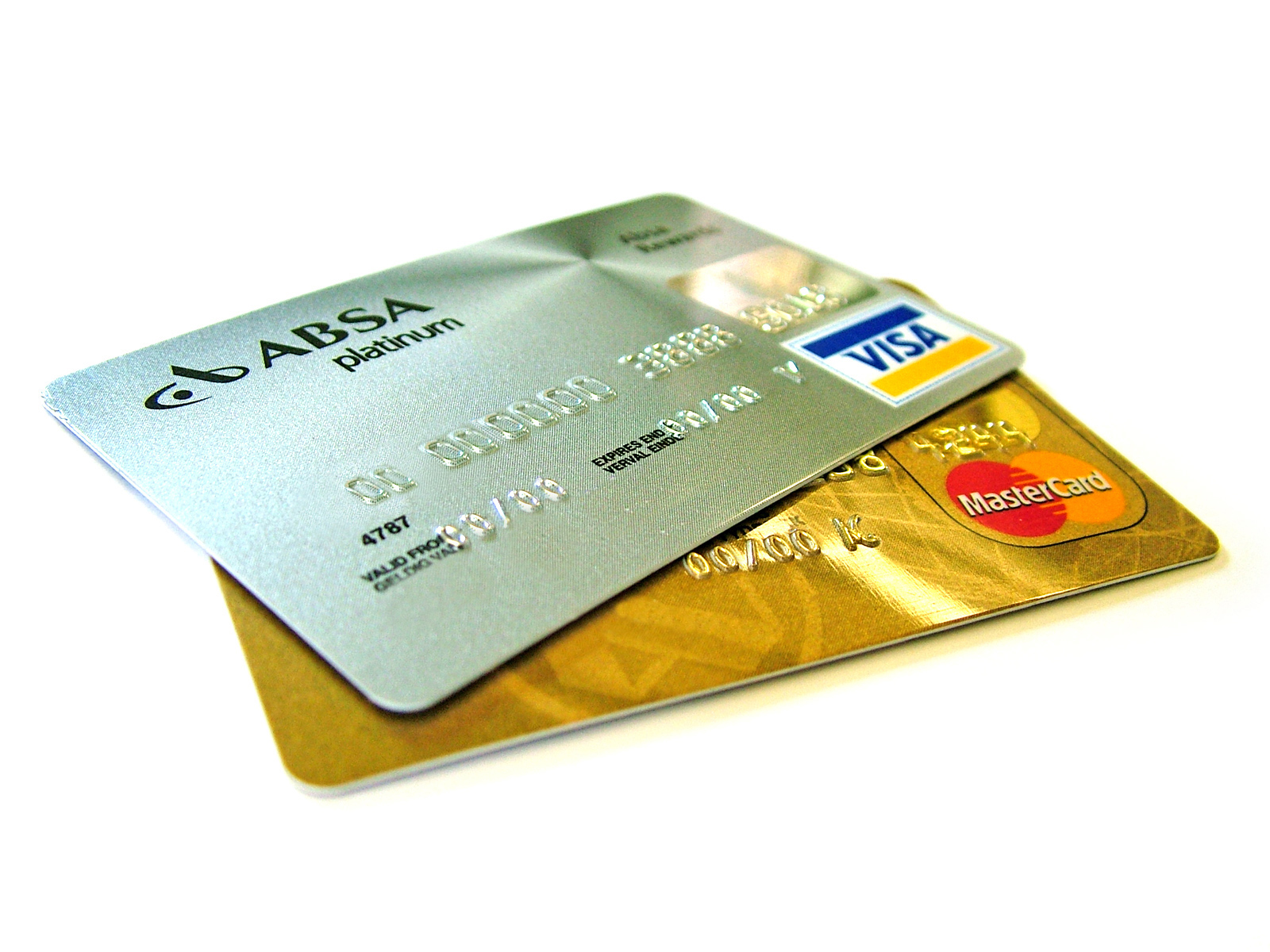
Exemplo de dois cartões de crédito

Um exemplo da frente de um cartão de débito típico:

Os cartões de pagamento fazem parte de um sistema de pagamento emitido por instituições financeiras, como um banco, para um cliente que permite que seu proprietário (o titular do cartão) acesse os fundos nas contas bancárias designadas pelo cliente ou por meio de uma conta de crédito e faça pagamentos por meio eletrônico transferência de fundos e acesso a caixas eletrônicos. Esses cartões são conhecidos por vários nomes, incluindo cartões bancários, cartões ATM, MAC (cartões de acesso a dinheiro), cartões de cliente, cartões-chave ou cartões de caixa.
Existem vários tipos de cartões de pagamento, sendo os mais comuns os cartões de crédito e débito. Geralmente, um cartão de pagamento é vinculado eletronicamente a uma conta ou contas pertencentes ao titular do cartão. Essas contas podem ser contas de depósito ou contas de empréstimo ou crédito, e o cartão é um meio de autenticar o titular do cartão. No entanto, os cartões de valor armazenado armazenam dinheiro no próprio cartão e não estão necessariamente vinculados a uma conta em uma instituição financeira.
Também pode ser um cartão inteligente que contém um número de cartão exclusivo e algumas informações de segurança, como data de validade ou CVVC (CVV) ou com uma fita magnética na parte traseira, permitindo que várias máquinas leiam e acessem informações. Dependendo do banco emissor e das preferências do cliente, isso pode permitir que o cartão seja usado como um cartão ATM, permitindo transações em caixas eletrônicos; ou como cartão de débito, vinculado à conta bancária do cliente e capaz de ser utilizado para fazer compras no ponto de venda; ou como um cartão de crédito conectado a uma linha de crédito rotativa fornecida pelo banco.
A maioria dos cartões de pagamento, como cartões de débito e crédito, também pode funcionar como cartões ATM, embora também estejam disponíveis cartões somente ATM. Cartões de cobrança e proprietários não podem ser usados como cartões ATM. O uso de um cartão de crédito para sacar dinheiro em um caixa eletrônico é tratado de maneira diferente de uma transação de POS, geralmente atraindo encargos de juros a partir da data do saque. As redes interbancárias permitem o uso de cartões em caixas eletrônicos de operadoras privadas e instituições financeiras que não sejam as da instituição que os emitiu.
Todas as máquinas ATM, no mínimo, permitirão saques em dinheiro dos clientes do proprietário da máquina (se for uma máquina operada pelo banco) e, para cartões afiliados a qualquer rede ATM, a máquina também é afiliada. Eles informarão o valor da retirada e quaisquer taxas cobradas pela máquina no recibo. A maioria dos bancos e cooperativas de crédito permitirá transações bancárias de rotina relacionadas à conta no próprio caixa eletrônico do banco, incluindo depósitos, verificação do saldo de uma conta e transferência de dinheiro entre contas. Alguns podem fornecer serviços adicionais, como a venda de selos postais.
Para outros tipos de transações por telefone ou banco on-line, isso pode ser realizado com um cartão ATM sem autenticação pessoal. Isso inclui consultas sobre o saldo da conta, pagamentos de contas eletrônicas ou, em alguns casos, compras on-line (consulte Interac Online).
Os cartões ATM também podem ser usados em caixas eletrônicos improvisados, como "mini caixas eletrônicos", terminais de cartões de comerciantes que oferecem recursos de caixa eletrônico sem gaveta. Esses terminais também podem ser usados como caixas eletrônicos com script sem dinheiro, descontando os recibos que eles emitem no ponto de venda do comerciante.

## História
Historicamente, os cartões bancários também serviram ao propósito de um cartão de garantia de cheques, um sistema agora quase extinto para garantir cheques no ponto de venda.
Os primeiros cartões bancários foram caixas eletrônicos emitidos pelo Barclays em Londres em 1967 e pelo Chemical Bank em Long Island, Nova York, em 1969.
Em 1972, o Lloyds Bank emitiu o primeiro cartão bancário a apresentar uma fita magnética de codificação de informações, usando um número de identificação pessoal (PIN) para segurança.

## Redes de cartões
Em algumas redes bancárias, as duas funções dos cartões ATM e cartões de débito são combinadas em um único cartão, simplesmente chamado de "cartão de débito" ou também comumente como "cartão bancário". Eles são capazes de executar tarefas bancárias nos caixas eletrônicos e também fazer transações no ponto de venda, com os dois recursos usando um PIN.
O Interac do Canadá e o Maestro da Europa são exemplos de redes que vinculam contas bancárias a equipamentos de ponto de venda.
Algumas redes de cartões de débito também começaram suas vidas como redes de cartões ATM antes de evoluir para redes de cartões de débito de pleno direito; exemplos dessas redes são: Rede de Transferências Eletrônicas (NETS) e Banco Central Asiático (BCA) do Banco de Desenvolvimento de Cingapura (DBS), o Débito BCA, ambos adotados posteriormente por outros bancos (sendo o Prima Debit a versão da rede interbancária Prima do Debit BCA).

## Características técnicas
Cartões de pagamento são geralmente cartões de plástico, 85,60 por 53,98 milímetros (3 370 pol x 2 125 pol) e cantos arredondados com um raio de 2,88–3,48 mm, de acordo com a norma ISO/IEC 7810 # ID-1.
Eles geralmente também possuem um número de cartão gravado exclusivo, em conformidade com a norma de numeração ISO/IEC 7812, o nome do titular do cartão e a data de validade do cartão, além de outros recursos de segurança.

## Tipos
Os cartões de pagamento têm recursos em comum, além de diferenciar recursos. Os tipos de cartões de pagamento podem ser diferenciados com base nos recursos de cada tipo de cartão, incluindo:

### Cartão de crédito
Um cartão de crédito está vinculado a uma linha de crédito (geralmente chamada limite de crédito) criada pelo emissor do cartão de crédito para o titular do cartão no qual o titular do cartão pode sacar (ou seja, emprestar), seja para pagamento a um comerciante por uma compra ou como um adiantamento em dinheiro para o titular do cartão. A maioria dos cartões de crédito é emitida por ou através de bancos ou uniões de crédito locais, mas algumas instituições financeiras não bancárias também oferecem cartões diretamente ao público.
O titular do cartão pode reembolsar o saldo total pendente ou um valor menor até a data de vencimento do pagamento. O valor pago não pode ser menor que o “pagamento mínimo”, um valor fixo em dólar ou uma porcentagem do saldo pendente. Os juros são cobrados sobre a parte do saldo não quitada na data do vencimento. A taxa de juros e o método de cálculo da cobrança variam entre cartões de crédito, mesmo para diferentes tipos de cartão emitidos pela mesma empresa. Muitos cartões de crédito também podem ser usados para receber adiantamentos em dinheiro através de caixas eletrônicos, que também atraem juros, geralmente calculados a partir da data da retirada do dinheiro. Alguns comerciantes cobram uma taxa pelas compras com cartão de crédito, pois o emissor do cartão cobra uma taxa.

### Cartão de débito (ing: Debit card)

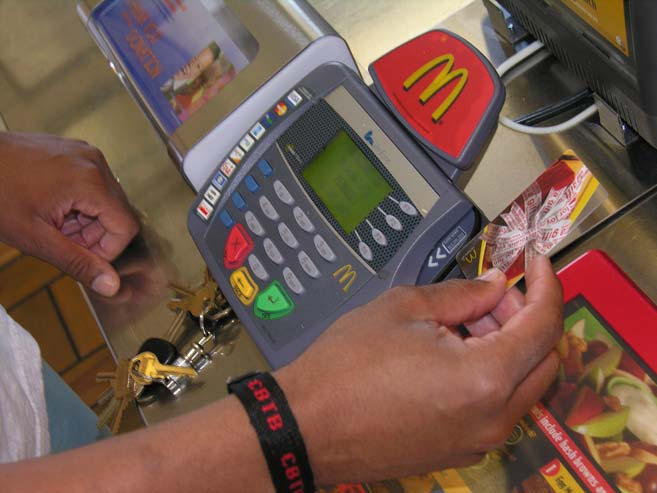
Compra com cartão de débito

Com um cartão de débito (também conhecido como cartão bancário, cartão de cheque ou alguma outra descrição) quando o titular do cartão faz uma compra, os fundos são sacados diretamente da conta bancária do titular do cartão ou do saldo restante no cartão, em vez do titular reembolsar o dinheiro em uma data posterior. Em alguns casos, os "cartões" são projetados exclusivamente para uso na Internet e, portanto, não há cartão físico.
O uso de cartões de débito se espalhou em muitos países e ultrapassou o uso de cheques e, em alguns casos, transações em dinheiro, por volume. Assim como os cartões de crédito, os cartões de débito são amplamente utilizados para compras por telefone e internet.
Os cartões de débito também podem permitir a retirada instantânea de dinheiro, atuando como cartão ATM e como cartão de garantia com cheque. Os comerciantes também podem oferecer facilidades de "reembolso"/"retirada" aos clientes, onde um cliente pode sacar dinheiro junto com sua compra. Os comerciantes geralmente não cobram uma taxa pelas compras com cartão de débito.

### Cartão de débito (ing: Charge card)
Com cartões de débito, o titular do cartão é obrigado a pagar o saldo total mostrado no extrato, que geralmente é emitido mensalmente, até a data de vencimento do pagamento. É uma forma de empréstimo de curto prazo para cobrir as compras do titular do cartão, a partir da data da compra e da data de vencimento do pagamento, que geralmente pode ser de até 55 dias. Geralmente, os juros não são cobrados nos cartões de crédito e geralmente não há limite no valor total que pode ser cobrado.[carece de fontes?]Se o pagamento não for feito integralmente, isso poderá resultar em uma taxa de atraso no pagamento, na possível restrição de transações futuras e, talvez, no cancelamento do cartão.

### Cartão ATM (Multibanco)
Um cartão ATM (conhecido sob vários nomes) é qualquer cartão que pode ser usado em caixas automáticos (ATMs) para transações como depósitos, saques em dinheiro, obtenção de informações da conta e outros tipos de transações, geralmente por meio de redes interbancárias. Os cartões podem ser emitidos apenas para acessar caixas eletrônicos, e a maioria dos cartões de débito ou crédito também pode ser usada em caixas eletrônicos, mas os cartões de cobrança e de propriedade não podem.
O uso de um cartão de crédito para sacar dinheiro em um caixa eletrônico é tratado de maneira diferente de uma transação de POS, geralmente atraindo encargos de juros a partir da data do saque. O uso de um cartão de débito geralmente não atrai interesse. Os proprietários de caixas eletrônicos de terceiros podem cobrar uma taxa pelo uso de seus caixas eletrônicos.

### Cartão de valor armazenado
Com um cartão de valor armazenado, um valor monetário é armazenado no cartão e não em uma conta registrada externamente. Isso difere dos cartões pré-pagos, nos quais o dinheiro é depositado no emissor semelhante a um cartão de débito. Uma grande diferença entre cartões de valor armazenado e cartões de débito pré-pagos é que os cartões de débito pré-pagos geralmente são emitidos em nome de correntistas individuais, enquanto os cartões de valor armazenado são geralmente anônimos.
O termo cartão de valor armazenado significa que os fundos e/ou dados são fisicamente armazenados no cartão. Com cartões pré-pagos, os dados são mantidos em computadores controlados pelo emissor do cartão. O valor armazenado no cartão pode ser acessado usando uma tarja magnética embutida no cartão, na qual o número do cartão está codificado; usando identificação por radiofrequência (RFID); ou digitando um número de código, impresso no cartão, em um telefone ou outro teclado numérico.

### Cartão de frota
Um cartão de frota é usado como cartão de pagamento, geralmente para gasolina, diesel e outros combustíveis em postos de gasolina. Os cartões de frota também podem ser usados para pagar pela manutenção e despesas do veículo, a critério do proprietário ou gerente da frota. O uso de um cartão de frota reduz a necessidade de transportar dinheiro, aumentando assim a segurança dos motoristas de frota. A eliminação de dinheiro também ajuda a evitar transações fraudulentas às custas do proprietário ou gerente da frota.
Os cartões de frota fornecem relatórios convenientes e abrangentes, permitindo que os proprietários / gerentes de frotas recebam relatórios em tempo real e definam controles de compra com seus cartões, ajudando a mantê-los informados sobre todas as despesas relacionadas aos negócios. Eles também podem reduzir o trabalho administrativo ou, de outra forma, ser essenciais na organização de reembolsos de impostos sobre combustíveis.
Os cartões de Frota empresariais são usados por diversas empresas que possuem veículos próprios, terceirizados ou alugados. Eles podem ser caminhões, veículos leves, motos ou equipamentos. Estes cartões operam em dois tipos de arranjo:
1) Arranjo Fechado: a maioria dos emissores desses cartões possuem sua bandeira própria e rede de postos/ estabelecimentos  restrita. Cobram taxas elevadas dos estabelecimentos vendendo a ideia de exclusividade do posto para seus clientes. Clientes acabam pagando ágio no preço de combustível de até 15% em certos casos. Cartões desse modelo possuem parámetros restritivos e regras que tem que ser parametrizadas e controladas por uma equipe de gestão.
2) Arranjo Aberto: no arranjo aberto, emissores criativos combinam a capacidade da parametrização do sistema arranjo fechado para operar com uma bandeira de alta capilaridade: Visa, Mastercard, Elo, entre outras. Isso traz uma vantagem competitiva importante para os usuários que podem operar em cerca de 100% dos postos no Brasil e mitigar o ágio pago em certos casos aplicados pelos emissores de cartão frota no arranjo fechado. Além disso, otimizar suas rotas sem depender da necessidade de credenciar postos adicionais como no modelo mencionado anteriormente.

### De outros
Outros tipos de cartões de pagamento incluem:
- Cartão Presente
- Moeda digital
- Cartão da loja

## Tecnologias
Vários padrões da Organização Internacional para Padronização, ISO/IEC 7810, ISO/IEC 7811, ISO/IEC 7812, ISO/IEC 7813, ISO 8583 e ISO/IEC 4909, definem as propriedades físicas dos cartões de pagamento, incluindo tamanho, flexibilidade, localização da tarja magnética, características magnéticas e formatos de dados. Eles também fornecem os padrões para cartões financeiros, incluindo a alocação de faixas de número de cartão para diferentes instituições emissoras de cartões.
Originalmente, a identificação da conta de cobrança era em papel. Em 1959, a American Express foi a primeira operadora de cartão de cobrança a emitir cartões plásticos em relevo que permitiam que os cartões fossem impressos manualmente para processamento, tornando o processamento mais rápido e reduzindo os erros de transcrição. Outros emissores de cartão de crédito seguiram o exemplo. As informações normalmente gravadas em relevo são o número do cartão bancário, a data de validade do cartão e o nome do titular do cartão. Embora o método de impressão tenha sido predominantemente substituído pela tarja magnética e, em seguida, pelo chip integrado, os cartões continuam sendo gravados no caso de uma transação precisar ser processada manualmente. No processamento manual, a verificação do titular do cartão era feita pelo assinante do comprovante de pagamento, após o qual o comerciante verificava a assinatura com a assinatura do titular do cartão na parte de trás do cartão. Os cartões estão em conformidade com a norma ISO/IEC 7810 ID-1, ISO/IEC 7811 na gravação e o padrão de numeração de cartões ISO/IEC 7812.

### Tarja magnética
1. Tarja magnética
2. Faixa de assinatura
3. Código de segurança do cartão

Um exemplo do verso de um cartão de débito típico:

As faixas magnéticas começaram a ser lançadas nos cartões de débito nos anos 70, com a introdução dos caixas eletrônicos. A tarja magnética armazena dados do cartão que podem ser lidos por contato físico e passando por uma cabeça de leitura. A tarja magnética contém todas as informações que aparecem na face do cartão, mas permite um processamento mais rápido no ponto de venda do que a alternativa manual então e posteriormente pela empresa de processamento de transações. Quando a tarja magnética estiver sendo usada, o titular do cartão receberá um PIN, usado para identificação do titular do cartão no ponto de venda, e a assinatura não será mais necessária. A tarja magnética está sendo aumentada pelo chip integrado.

### Cartão inteligente
Um cartão inteligente, cartão com chip ou cartão de circuito integrado (ICC) é qualquer cartão de tamanho de bolso com circuitos integrados incorporados que podem processar dados. Isso implica que ele pode receber entrada que é processada - por meio dos aplicativos ICC - e entregue como saída. Existem duas grandes categorias de ICCs. Os cartões de memória contêm apenas componentes de armazenamento de memória não voláteis e talvez alguma lógica de segurança específica. As placas de microprocessador contêm memória volátil e componentes de microprocessador. O cartão é feito de plástico, geralmente PVC, mas às vezes ABS. O cartão pode incorporar um holograma para evitar a falsificação. O uso de cartões inteligentes também é uma forma de autenticação de segurança forte para logon único em grandes empresas e organizações.
O EMV é o padrão adotado por todos os principais emissores de cartões de pagamento inteligentes.[carece de fontes?]

### Cartão de proximidade
Cartão de proximidade (ou cartão proxy) é um nome genérico para dispositivos de circuito integrado sem contato usados para acesso de segurança ou sistemas de pagamento. Ele pode se referir aos dispositivos mais antigos de 125 kHz ou aos cartões RFID sem contato de 13,56 MHz mais recentes, mais conhecidos como cartões inteligentes sem contato.
Os cartões de proximidade modernos são cobertos pelo padrão ISO/IEC 14443 (cartão de proximidade). Há também um padrão ISO/IEC 15693 (cartão de proximidade) relacionado. Os cartões de proximidade são alimentados por transferência de energia ressonante e têm um intervalo de 0 a 3 polegadas na maioria dos casos. O usuário geralmente poderá deixar o cartão dentro de uma carteira ou bolsa. O preço dos cartões também é baixo, geralmente de US$ 2 a US$ 5, permitindo que sejam utilizados em aplicativos como cartões de identificação, cartões-chave, cartões de pagamento e cartões de tarifa de transporte público.

### Cartão de banda magnética reprogramável
Os cartões de banda magnética reprogramados/dinâmicos são cartões de transação de tamanho padrão que incluem uma bateria, um processador e um meio (acoplamento indutivo ou não) de enviar um sinal variável para um leitor de banda magnética. Os cartões de faixa re-programáveis geralmente são mais seguros que os cartões de faixa magnética padrão e podem transmitir informações para várias contas de titular de cartão.

## Uso indevido
Devido ao aumento de cópias ilegais de cartões com tarja magnética, o Conselho Europeu de Pagamentos estabeleceu uma Força-Tarefa de Prevenção de Fraudes com Cartões em 2003, que assumiu o compromisso de migrar todos os caixas eletrônicos e aplicativos de PDV para usar uma solução de chip e PIN até o final de 2010. O "SEPA para cartões" removeu completamente o requisito de tarja magnética dos antigos cartões de débito Maestro.